# Bermagui
Bermagui est une ville australienne située dans la zone d'administration locale de la vallée de la Bega en Nouvelle-Galles du Sud.

## Géographie
Bermagui est située sur la côte de l'océan Pacifique, à l'extrémité sud de la baie d'Horseshoe, à 40 km au nord-est de Bega.

## Démographie
| 2001  | 2011  | 2016  | 2021  |
| ----- | ----- | ----- | ----- |
| 1 319 | 1 671 | 1 536 | 1 865 |